# Léon Sée

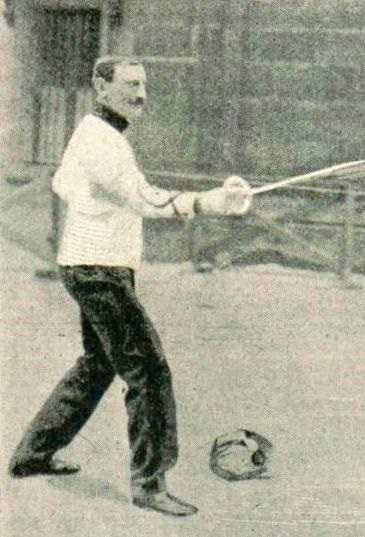
Le lieutenant Léon Sée, aux JO de Paris 1900 (amateur).

Léon Sée, né le 23 septembre 1877 à Lille et mort le 21 mars 1960 à Paris, est un ingénieur, boxeur, lutteur, gymnaste, haltérophile, sauteur, coureur, nageur, cycliste, cavalier et escrimeur français, spécialiste de l'épée ; arbitre et manager, promoteur sportif français, spécialisé dans l'organisation de combats de boxe anglaise, et également rédacteur en chef de magazines. 

## Biographie
Léon Sée naît à Lille en 1877, son père est un brillant homme d'affaires, mais Léon ne veut pas suivre ses traces. Élève d'Edmond Desbonnet,  il est membre du « Sporting Club Lillois », il pratique les poids et haltères, la boxe, l'escrime. Après des études à l'université, il devient journaliste.
Léon Sée participe à l'épreuve individuelle d'épée ainsi qu'à celle de maîtres d'arme et d'amateurs lors des Jeux olympiques d'été de 1900 à Paris et remporte dans ces deux concours la médaille de bronze.
En 1901, il soulève 100 kg et se classe 3e ex æquo, dans une compétition de poids et haltères, pour les amateurs, au cirque Molier,.
En 1904, Léon Sée dirige, à Londres, une usine de pièces pour l'automobile, il participe aux championnats de force en Angleterre et devient champion d'Angleterre.
En 1906, il est le dynamomètreur de « Haltérophile-Club de France » pour le championnat de France amateur.
En 1907, Il devient directeur commercial de la revue « La Culture physique » dirigée par l’écrivain Albert Surier.
En collaboration avec Edmond Desbonnet et Albert Surier, il fonde la revue « La Boxe et les Boxeurs ». Le 27 juillet 1910, Léon Sée est nommé directeur et rédacteur en chef. Il le reste jusqu'en 1919, quand Henri Decoin lui succède.
En février 1920, il est le délégué de la Fédération française de boxe au premier congrès de l’« International Boxing Union ».
En 1925, l'ancien champion de boxe français, Paul Journée, devient l'entraîneur de Primo Carnera et le présente à Léon Sée qui devient son manager.
En 1927, il entreprend une tournée en Australie et en Amérique du Nord, avec ses poulains Yvan Laffineur, Thuru,Boitaert ,Fernand Blampain, Raymond Jansen.
Le 12 septembre 1928, à Paris, Primo Carnera dispute contre Léon Sebilo son premier combat professionnel, qu'il remporte en deux rounds. Il remporte les six combats suivants. Sée fait la promotion de son poulain en organisant des combats à travers l'Europe. Mais les opposants ne sont pas de grosses pointures européennes et certains de ses combats sont suspectés d'être truqués. Léon Sée raconte, en 1934, dans plusieurs numéros de « Marianne », preuves à l'appui, comment il avait arrangé « des rencontres dont les moindres péripéties avaient été répétées plusieurs fois à l'avance »,.
En 1934, Léon Sée est embauché par Paul Winkler pour gérer la rédaction du Journal de Mickey à ses côtés. Il devient alors le rédacteur en chef, et signera notamment, les fameux « Club Mickey » ou « Billet de l’Onc’ Léon », qui perdura longtemps après la guerre.

## Écrits
- Petits jeux athlétiques de société, 1907